# Simon Stålenhag
Simon Stålenhag (nascido em 20 de janeiro de 1984) é um artista, músico e ilustrador sueco especializado em desenhos digitais retro-futuristas focados em ambientes nostálgicos da Suécia, envolvendo histórias alternativas. As suas obras formaram a base para a série de televisão de drama lançada em 2020 Tales from the Loop, da Amazon, e o filme The Electric State, lançado em 2025.

## Obras
Stålenhag cresceu em uma região rural perto de Estocolmo e começou a ilustrar paisagens  do local enquanto ele ainda era jovem. Ele se inspirou em diferentes artistas, incluindo Lars Jonsson. Stålenhag começou a desenhar artes que envolviam ficção científica depois de descobrir artistas conceituais como Ralph McQuarrie e Syd Mead. Inicialmente, essas obras foram feitas como um projeto paralelo, sem nenhum planejamento por trás. A temática de suas obras geralmente combina a infância de Stålenhag com temas de filmes de ficção científica, resultando numa paisagem sueca com uma inclinação ao neofuturismo. De acordo com Stålenhag, esse foco se origina da sua falta de conexão com a vida adulta misturada com elementos de ficção científica, adicionados em parte para chamar a atenção do público e em parte para construir o clima de sua obra. Essas ideias resultam em uma obra que pode apresentar robôs gigantes e megaestruturas ao lado de objetos do cotidiano sueco, como carros da Volvo e da Saab.
A medida que sua obra evoluía, Stålenhag criou uma história de fundo para ela, focada em uma instalação subterrânea governamental. Ela é contada de forma paralela ao declínio da vida real do Estado-providência sueco, grandes máquinas falhando lentamente e o mistério do real resultado disso. Em uma entrevista de 2013 ao The Verge, Stålenhag disse: "A única diferença do mundo da minha arte e do nosso mundo é que... desde o início do século 20, as atitudes e os orçamentos eram muito mais favoráveis à ciência e a tecnologia."
Fora dos seus trabalhos usuais, Stålenhag desenhou 28 imagens de dinossauros para as exposições pré-históricas do Museu Sueco de História Natural. Ele contatou o local após redescobrir o seu interesse de infância pelas criaturas. Em 2016, ele publicou imagens que fez para o Centro de Resiliência da Universidade de Estocolmo, onde mostra resultados hipotéticos da elevação do oceano sob as mudanças climáticas. Ele também fez algumas artes promocionais para o videogame de ficção científica No Man's Sky.
Stålenhag usa um tablet e um computador Wacom para pintar suas obras feitas de forma semelhante a uma pintura a óleo. Inicialmente, ele tentou usar diversos meios físicos para tentar fazer um estilo mais tradicional. Entre os meios, está incluso o guache. Mesmo depois de mudar para meios digitais, ele afirmou que se esforça “muito para fazer com que os pincéis digitais se comportem naturalmente e preservem a 'caligrafia' nas pinceladas”. A maior parte do seu trabalho é baseada em fotografias que ele tira; utilizadas como ponto de partida para uma série de esboços antes da conclusão da obra final.

### Livros
A maior parte das obras de Stålenhag esteve inicialmente disponível livremente online, antes de serem lançadas para vendas em livros impressos. O primeiro foi o Artbook com narrativa: Tales from the Loop (sueco Ur Varselklotet ), lançado em 2014, e o segundo foi Things from the Flood (sueco Flodskörden ), lançado em 2016. Ambos se concentram na construção de um acelerador de partículas supermassivo conhecido como Loop.
Mais recentemente, Stålenhag mostrou sua versão do oeste dos Estados Unidos em um terceiro livro de arte, The Electric State, que também foi financiado coletivamente via Kickstarter. O livro é centrado em uma garota e seu companheiro robô atravessando o estado fictício de Pacifica. A Simon & Schuster publicou a edição do Reino Unido em setembro de 2018, e a Skybound Books publicou uma edição na América do Norte no mês seguinte. The Electric State (edição Simon & Schuster) foi um dos seis finalistas do Prêmio Arthur C. Clarke em 2019. Também em 2019, a edição Skybound foi selecionada para a categoria Art Book do Locus Award.
O quarto livro de arte de Stålenhag, The Labyrinth, foi anunciado no fim de 2020. Assim como foi com seus livros anteriores, uma campanha de crowdfunding foi realizada no Kickstarter para financiar a impressão e distribuição do livro.

## Adaptações
Em 2016, uma campanha do Kickstarter foi lançada para financiar um RPG de mesa chamado de Tales from the Loop (RPG), baseado no livro de mesmo nome. Ambientado nos Estados Unidos ou na Suécia da década de 80, os jogadores interpretam um grupo de adolescentes que lidam com os impactos do Loop; o foco na nostalgia e nos jovens protagonistas fez com que vários meios de comunicação o comparassem com a série de TV Stranger Things. Diferentes classes de personagens encontradas no livro podem ser comparadas a papéis infantis estereotipados. Por exemplo, "Popular", "CDF" ou "Nerd de Computação".
Tales from the Loop, uma série de televisão em inglês, foi produzida pela Amazon Studios em conjunto com a Fox 21 Television Studios, Indio Film e 6th & Idaho Moving para o Amazon Prime. Ela foi lançada em 3 de abril de 2020 e adapta elementos dos Artbooks de Stålenhag. A temporada inicial possui oito episódios com 50-57 minutos de duração cada. Todos os roteiros foram escritos por Nathaniel Halpern, enquanto cada episódio teve um diretor único de um grupo diversificado, incluindo Mark Romanek, Andrew Stanton e Jodie Foster.
Os direitos do filme The Electric State foram vendidos para os irmãos Russo em 2017, e os planos para uma adaptação foram confirmados em 2019. Os produtores do filme incluem os criadores de It (2017) e It Chapter Two, Andy Muschietti e Barbara Muschietti. O filme foi lançado em 2025, tendo uma recepção negativa da crítica especializada.

## Outros trabalhos
Como parte de sua campanha de crowdfunding para The Electric State, Stålenhag produziu e lançou um álbum de música eletrônica com o mesmo nome como objetivo de receber apoio. Em 2018, ele lançou seu segundo álbum, Music for DOS, contendo música ambiente feitas utilizando teclados antigos e o pacote de software Impulse Tracker.
Além disso, Stålenhag esteve envolvido na produção de diversos anúncios, filmes e videogames. Isso inclui seu trabalho no jogo de plataforma Ripple Dot Zero, em colaboração com Tommy Salomonsson.